# Fiat Ducato Truckster
El Fiat Ducato Truckster es un prototipo de automóvil de la marca italiana Fiat presentado en el año 2006 en el Salón del Automóvil de Madrid, para celebrar el lanzamiento del nuevo modelo Ducato 2006, que tomaba el relevo de una serie que ha vendido más de 1,7 millones de vehículos desde 1981.

## Características

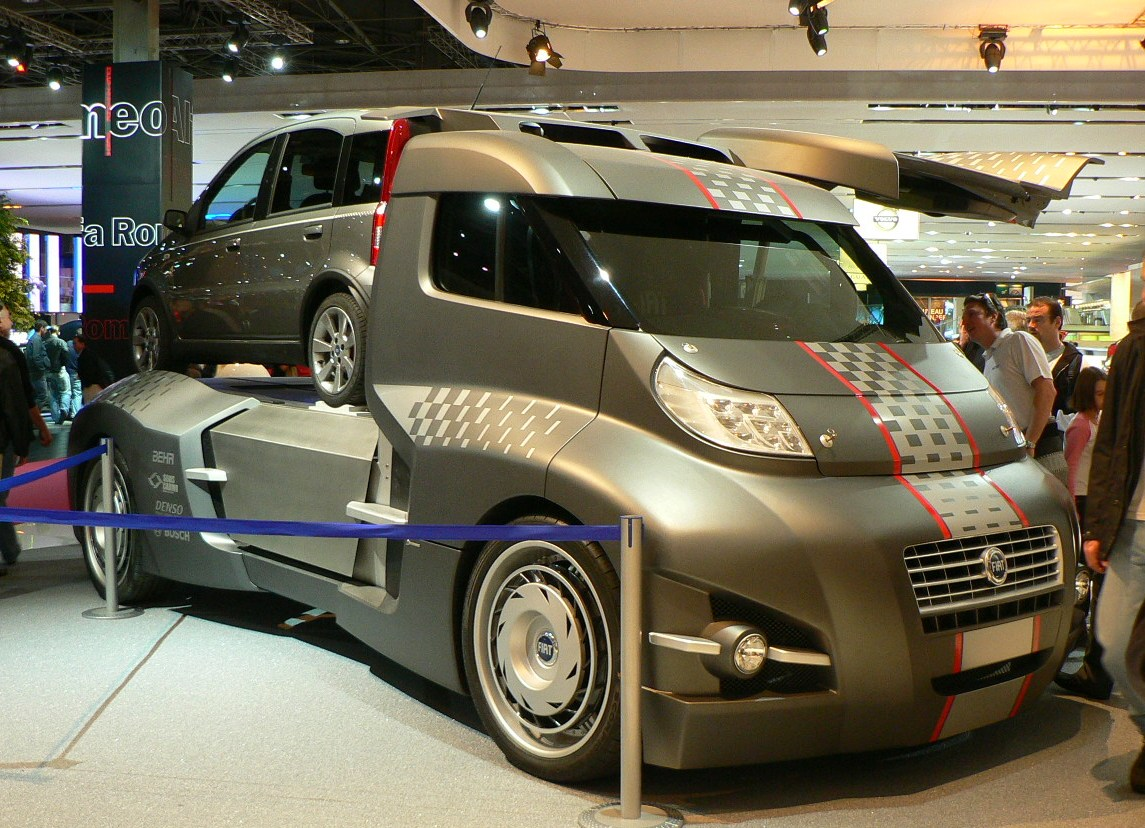
El Fiat Ducato Truckster cargando un Fiat Panda.

El Fiat Ducato Truckster es un diseño del Centro Stile Fiat en colaboración con Bosch SpA, Behr GmbH, Sews Cabind SpA (Sumitomo Group) y Denso Thermal System SpA, basado en el Fiat Ducato para la división de Vehículos Comerciales Ligeros de Fiat. Este vehículo concepto presenta unas proporciones generosas de 6,48 metros de largo, 2,55 metros de alto y 2,49 metros de ancho.
El diseño moderno y deportivo se acentúa con el uso de ruedas de 28 pulgadas, faros LED, puertas de ala de gaviota con control hidráulico, ventanas de vidrios de polarización dinámica y alerón aerodinámico trasero.